# Cité des sciences et de l'industrie
La Cité des sciences et de l'industrie, in italiano Città delle scienze e dell'industria, è una grande struttura pubblica situata a Parigi, in Francia, specializzata nella diffusione della cultura scientifica e tecnica, finalizzata a suscitare nei cittadini l'interesse per le questioni legate alla scienza, alla ricerca e all'industria.
Creata su iniziativa del presidente francese Valéry Giscard d'Estaing, ha come obiettivo la diffusione, soprattutto ai bambini e agli adolescenti, delle conoscenze scientifiche e tecnologiche.
La Cité è situata nel Parc de la Villette, nel XIX arrondissement, insieme alla Città della Musica e al Conservatorio nazionale superiore di musica e di danza di Parigi.

È servita dalla Linea 5 della Metropolitana di Parigi con fermata alla stazione Porte de Pantin e dalla Linea 7 alla stazione di Porte de la Villette.
È servita anche dalle linee Bus RATP PC2, PC3, 139, 150, 152, 249 e 75.
Dal 2009, la Cité des sciences è stata raggruppata con il Palais de la découverte in un EPIC (Établissement public à caractère industriel et commercial).

## Aree

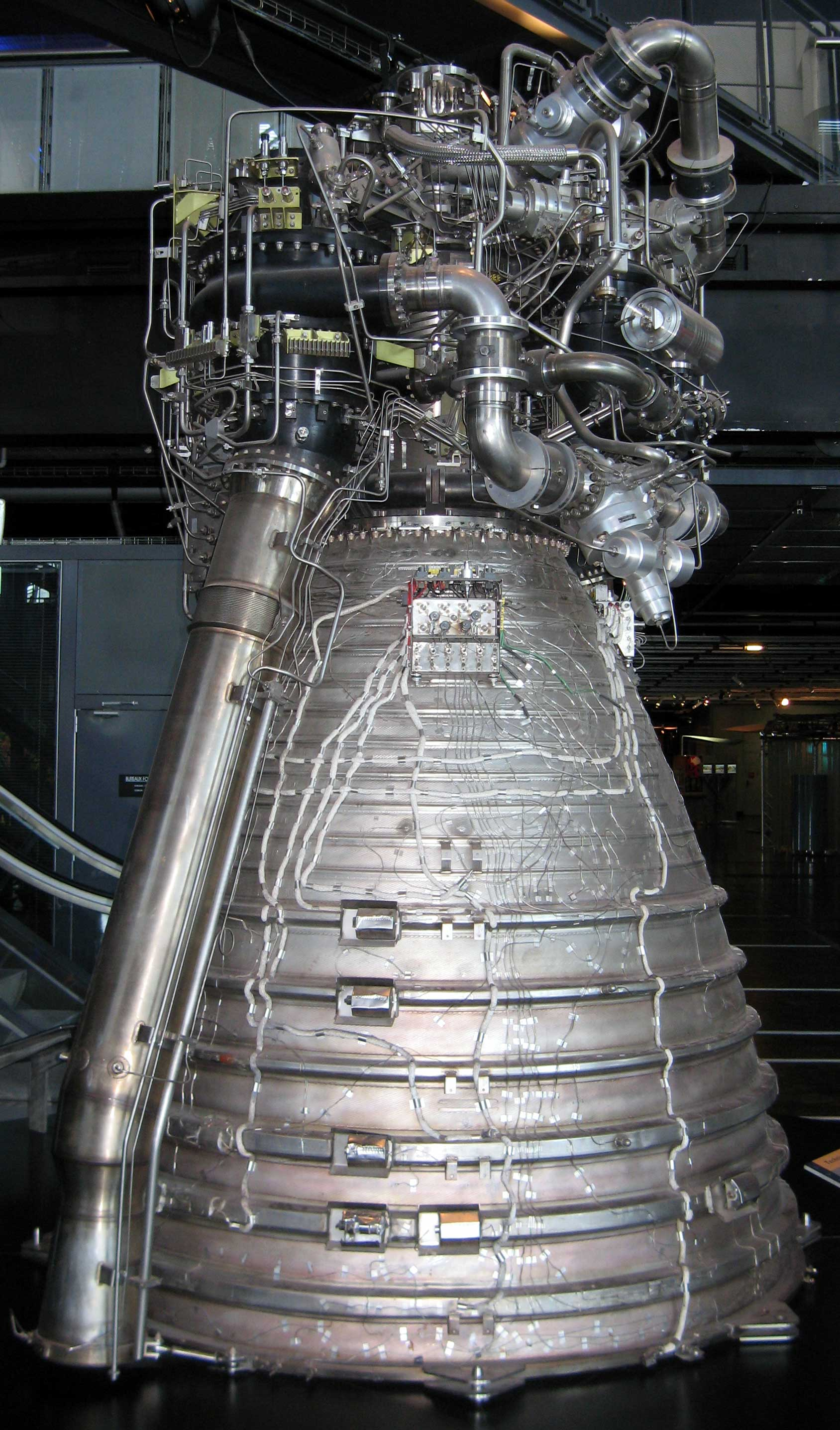
Motore Vulcain dell'Ariane 5 esposto in maniera permanente nel museo

La Città della scienza di Parigi - La Villette comprende le seguenti aree:

### Explora
Raggruppa le principali esposizioni permanenti incentrate su alcuni temi: le matematiche, l'immagine, i suoni, i giochi di luci, lo spazio, l'oceano, l'energia, l'automobile, le rocce e i vulcani, stelle e galassie ecc.

### Mediateca
La biblioteca scientifica si estende su 3 piani. È divisa in tre macro-settori: grande pubblico, infanzia e storia delle scienze. Vi si possono visionare film, documentari, cartoni animati ecc. Al piano terra si trova la mediateca per l'infanzia e il cinema Les Shadoks. In questa mediateca ci sono tre spazi di servizi: la Città dei mestieri, la Città della salute e il Punto di incontro digitale.

### Auditorium
L'Auditorium è la sala di conferenza dei programmi del Collegio.

### Planetarium
In quello che è uno tra i più grandi planetari del mondo, sono proiettate affascinanti animazioni riguardanti il mondo dell'astronomia.

## Storia
Il progetto di riabilitazione del vecchio mattatoio parigino, con lo scopo di trasformarlo in museo della scienza e della tecnica ha inizio il 15 settembre 1980 a cura di Adrien Fainsilber. La Città della scienza di Parigi apre le porte il 13 marzo 1986, inaugurata da François Mitterrand in occasione dell'incontro tra la sonda astronomica Giotto e la cometa di Halley.
I presidenti del museo sono stati:
- Maurice Lévy: 1985
- Christian Marbach: 1987
- Roger Lesgards: 1988
- Pierre David: 1993
- Gérard Théry: 1995
- Michel Demazure: 1998
- Jean-François Hébert: 2002
- François d'Aubert: 26 luglio 2007 - 16 aprile 2009
- Claudie Haigneré, già ministro della Ricerca scientifica e prima donna francese dello spazio: dal 16 aprile 2009